# Stian Eckhoff
Stian Kampenhaug Eckhoff (Trondheim, 3 settembre 1979) è un allenatore di biathlon ed ex biatleta norvegese.

## Biografia

### Carriera sciistica
In Coppa del Mondo esordì l'11 febbraio 2000 a Östersund (51º), ottenne il primo podio il 16 gennaio 2002 a Ruhpolding (2º) e la prima vittoria il 13 dicembre 2003 a Hochfilzen.
In carriera prese parte a un'edizione dei Giochi olimpici invernali, Torino 2006 (16º nella sprint, 21º nell'inseguimento, 16º nell'individuale, 5º nella staffetta), e a tre dei Campionati mondiali, vincendo una medaglia.

### Carriera da allenatore
Dopo il ritiro è diventato allenatore dei biatleti nei quadri della nazionale norvegese.

## Palmarès

### Mondiali
- 1 medaglia:
  - 1 oro (staffetta[1] a Hochfilzen/Chanty-Mansijsk 2005)

### Mondiali juniores
- 1 medaglia:
  - 1 argento (staffetta a Pokljuka 1999)

### Coppa del Mondo
- Miglior piazzamento in classifica generale: 10º nel 2005
- 17 podi (7 individuali, 10 a squadre), oltre a quello ottenuto in sede iridata e valido anche ai fini della Coppa del Mondo:
  - 7 vittorie (2 individuali, 5 a squadre)
  - 3 secondi posti (a squadre)
  - 7 terzi posti (5 individuali, 2 a squadre)

#### Coppa del Mondo - vittorie
| Data             | Località                  | Nazione  | Spec.                                                           |
| ---------------- | ------------------------- | -------- | --------------------------------------------------------------- |
| 13 dicembre 2003 | Hochfilzen                | Austria  | RL (con Lars Berger, Halvard Hanevold e Ole Einar Bjørndalen)   |
| 5 dicembre 2004  | Beitostølen               | Norvegia | RL (con Halvard Hanevold, Egil Gjelland e Ole Einar Bjørndalen) |
| 15 dicembre 2004 | Östersund                 | Svezia   | SP                                                              |
| 13 gennaio 2005  | Ruhpolding                | Norvegia | RL (con Egil Gjelland, Halvard Hanevold e Ole Einar Bjørndalen) |
| 13 febbraio 2005 | Torino Cesana San Sicario | Italia   | RL (con Frode Andresen, Egil Gjelland e Halvard Hanevold)       |
| 26 novembre 2005 | Östersund                 | Svezia   | SP                                                              |
| 29 novembre 2005 | Östersund                 | Svezia   | RL (con Egil Gjelland, Halvard Hanevold e Ole Einar Bjørndalen) |

Legenda:

SP = sprint

RL = staffetta